# 盧修可
盧修可（？—？），字子吉，河南開封府許州人，軍籍，明朝政治人物。

## 生平
河南鄉試第六十五名舉人。嘉靖三十八年（1559年）中式己未科會試第二百七十九名，三甲第六十七名進士。授山西阳城县知县，四十一年正月被户科都给事中丘橓弹劾，被革职閑住。

## 家族
曾祖盧智；祖父盧元，歲貢生 贈戶部主事；父盧輔，戶部員外郎。前母趙氏（贈安人）；母鄭氏（封安人）。慈侍下。兄盧際可（贡士）。弟師可、當可。